# LILRB2
LILRB2 (англ. Leukocyte immunoglobulin-like receptor subfamily B member 2; CD85d) — мембранный белок семейства иммуноглобулиноподобных рецепторов, входящих в суперсемейство иммуноглобулинов. Продукт гена человека LILRB2.

## Функции
Ген LILRB2 входит в семейство иммуноглобулиноподобных рецепторов лейкоцитов, кластер которого у человека расположен в хромосомном регионе 19q13.4. Белок принадлежит к подсемейству класса B лейкоцитарных рецепторов, которые отличаются наличием от 2 до 4 внеклеточных иммуноглобулярных доменов, трансмембранного домена и от 2 до 4 цитоплазматических ингибиторных мотивов ITIM. Рецептор экспрессируется на иммунных клетках, где он связывается с молекулами главного комплекса гистосовместимости класса MHC-I на поверхности антигенпрезентирующих клеток и переносит негативный сигнал, который ингибирует стимулирование иммунного ответа. LILRB2 контролирует воспаление и цитотоксическую реакцию для обеспечения направленного иммунного ответа и ограничения аутоиммунной реакции.

## Структура
LILRB2 состоит из 597 аминокислот, молекулярная масса 65,0 кДа. Существует около 18 изоформ белка.

## Взаимодействия
LILRB2 взаимодействует с тирозиновой фосфатазой PTPN6.